# Большое (озеро, Узункольский сельский округ)
Большое — озеро в Узункольском сельском округе Узункольского района Костанайской области Казахстана. Находится в 3 км к востоку от села Узунколь.
По данным топографической съёмки 1944 года, площадь поверхности озера составляет 2,8 км². Наибольшая длина озера — 3,3 км, наибольшая ширина — 1,3 км. Длина береговой линии составляет 11 км, развитие береговой линии — 1,84. Озеро расположено на высоте 168,7 м над уровнем моря.